# Bema
Bema (Béma in dialetto valtellinese, AFI: [ˈbeːma]) è un comune italiano di 114 abitanti della provincia di Sondrio in Lombardia, ubicato sul versante orobico della Valtellina, su uno sperone roccioso tra la valle di Albaredo e val Gerola, all'interno del Parco delle Orobie Valtellinesi, a sud-ovest del capoluogo di provincia.

## Storia

### Simboli
Lo stemma comunale è stato concesso con regio decreto del 3 agosto 1930.

## Società

### Evoluzione demografica
Abitanti censiti

## Amministrazione[7]
| Periodo | Periodo   | Primo cittadino    | Partito                      | Carica                  | Note  |
| ------- | --------- | ------------------ | ---------------------------- | ----------------------- | ----- |
| 1995    | 1999      | Silvano Passamonti | coalizione di centro         | Sindaco                 |       |
| 1999    | 2004      | Silvano Passamonti | coalizione di centro         | Sindaco                 |       |
| 2004    | 2009      | Giacomino Lanza    | lista civica                 | Sindaco                 |       |
| 2009    | 2014      | Giacomino Lanza    | lista civica                 | Sindaco                 |       |
| 2014    | 2018      | Paolo Croce        | lista civica "Bema che vive" | Sindaco                 | [ 8 ] |
| 2018    | 2018      | Umberto Sorrentino |                              | Commissario Prefettizio |       |
| 2018    | in carica | Marco Sutti        | lista civica "Per Bema"      | Sindaco                 |       |